# Алгарве
37°00′52″ пн. ш. 7°56′07″ зх. д. / 37.014444444444° пн. ш. 7.9352777777778° зх. д.

Провінція Алгарве

Алгарве (порт. Algarve, від арабського «Аль-Гарб» — Захід) — історична провінція на півдні Португалії. За колишнім територіальним поділом цієї країни до конституції 1976 року була однією з 11 португальських провінцій. Алгарве було приєднане до Португалії 1249 року (до того належало маврам). Сьогодні цей економіко-статистичний регіон є найпопулярнішим місцем відпочинку серед туристів з Північної і Центральної Європи, і першу чергу Британії. Розвинуті також сільське господарство, рибальство, виноробство та гірнича справа. Територія провінції становить 4 996 км², населення — 438,4 тис. осіб (2019). Густота населення — 87,8 осіб/км². Адміністративним центром є місто Фару, що одночасно є адміністративним центром однойменного адміністративного округу.

## Назва
- Алга́рбія (лат. Algarbia) — латинська назва[2].

## Розташування
Провінція Алгарве межує:
- на півночі — з провінцією Байшу Алентежу;
- на сході — з Іспанією;
- на півдні та заході — омивається Атлантичним океаном

## Історія
- Аль-Гарб (до 1249)
- Алгарвське королівство
- Фару (округ)

## Муніципалітети
Муніципалітети, що входили до складу Алгарве в 1936—1979 роках:
- Округ Фару (всі 16)

1. Албуфейра
2. Алжезур
3. Алкотін
4. Віла-ду-Бішпу
5. Віла-Реал-де-Санту-Антоніу
6. Каштру-Марин
7. Лагоа
8. Лагуш
9. Лоле
10. Моншіке
11. Олян
12. Портіман
13. Сан-Браш-де-Алпортел
14. Сілвеш
15. Тавіра
16. Фару

## Список міст округу (за кількістю мешканців)
Офіційно стасус міста в окрузі Фару мають 11 населених пунктів:
| Назва міста українською мовою | Назва міста португальською мовою | Герб міста | Кількість мешканців | Географічні координати міста                                        | День міста        | Президент муніципальної палати (правляча партія)           |
| ----------------------------- | -------------------------------- | ---------- | ------------------- | ------------------------------------------------------------------- | ----------------- | ---------------------------------------------------------- |
| Фару                          | Faro                             |            | 41 307              | 37°0′54″ пн. ш. 7°56′2″ зх. д. / 37.01500° пн. ш. 7.93389° зх. д.   | 7 вересня         | José Apolinário Nunes Portada (PS)                         |
| Портімау                      | Portimão                         |            | 36 242              | 37°8′15″ пн. ш. 8°32′4″ зх. д. / 37.13750° пн. ш. 8.53444° зх. д.   | 11 грудня         | Manuel António da Luz (PS)                                 |
| Ольяу                         | Olhão                            |            | 31 100              | 37°1′35″ пн. ш. 7°50′26″ зх. д. / 37.02639° пн. ш. 7.84056° зх. д.  | 16 червня         | Francisco José Leal (PS)                                   |
| Лоуле                         | Loulé                            |            | 21 000              | 37°8′22″ пн. ш. 8°1′25″ зх. д. / 37.13944° пн. ш. 8.02361° зх. д.   | Четвер Вознесіння | Sebastião Emídio (PSD)                                     |
| Албуфейра                     | Albufeira                        |            | 20 000              | 37°5′20″ пн. ш. 8°15′8″ зх. д. / 37.08889° пн. ш. 8.25222° зх. д.   | 20 вересня        | Desidério Jorge Silva (PSD)                                |
| Лагуш                         | Lagos                            |            | 17 500              | 37°6′7″ пн. ш. 8°40′22″ зх. д. / 37.10194° пн. ш. 8.67278° зх. д.   | 27 жовтня         | Júlio Barroso (PS)                                         |
| Куартейра                     | Quarteira                        |            | 16 131              | 37°4′4″ пн. ш. 8°6′15″ зх. д. / 37.06778° пн. ш. 8.10417° зх. д.    | Четвер Вознесіння | José Coelho Mendes (президент муніципальної громади) (PSD) |
| Тавіра                        | Tavira                           |            | 12 576              | 37°7′34″ пн. ш. 7°39′0″ зх. д. / 37.12611° пн. ш. 7.65000° зх. д.   | 24 червня         | José Macário Custódio Correia (PSD)                        |
| Сілвеш                        | Silves                           |            | 10 800              | 37°11′24″ пн. ш. 8°26′19″ зх. д. / 37.19000° пн. ш. 8.43861° зх. д. | 3 вересня         | Maria Isabel Fernandes da Silva Soares (PSD)               |
| Віла-Реал-де-Санту-Антоніу    | Vila Real de Santo António       |            | 10 500              | 37°11′41″ пн. ш. 7°24′55″ зх. д. / 37.19472° пн. ш. 7.41528° зх. д. | 11 грудня         | Luís Filipe Soromenho Gomes (PSD)                          |
| Лагоа                         | Lagoa                            |            | 6 100               | 37°8′5″ пн. ш. 8°27′10″ зх. д. / 37.13472° пн. ш. 8.45278° зх. д.   | 8 вересня         | José Inácio Marques Eduardo (PSD)                          |